# Freddy Mansveld
Alfred Mansveld –conocido como Freddy Mansveld– fue un deportista belga que compitió en bobsleigh. Participó en los Juegos Olímpicos de Sankt Moritz 1948, obteniendo una medalla de plata en la prueba cuádruple.

## Palmarés internacional
| Juegos Olímpicos | Juegos Olímpicos     | Juegos Olímpicos | Juegos Olímpicos |
| Año              | Lugar                | Medalla          | Prueba           |
| ---------------- | -------------------- | ---------------- | ---------------- |
| 1948             | Sankt Moritz (Suiza) | Medalla de plata | Cuádruple        |